# Rassemblement démocratique du peuple comorien
Pour les articles homonymes, voir Rassemblement démocratique.
Le Rassemblement démocratique du peuple comorien (R.D.P.C.) est un parti politique de l'Archipel des Comores. À sa création en 1968, il regroupait des jeunes, favorables à l'indépendance et proches du parti Blanc. Il s'opposait à l'Union démocratique des Comores surnommé parti Vert, leur mot d'ordre était « dehors les vieux », les vieux du parti vert. Beaucoup d'entre eux étaient d'origine noble, avaient fait le Grand mariage et étaient donc notables.
Cependant, une fois Saïd Mohamed Cheikh mort, la manœuvre de Said Ibrahim privant ses membres d'un avenir dans la fonction publique, pousse le parti à s'allier avec les verts. Le gouvernement de Said Ibrahim tombe.
Saïd Mohamed Jaffar en est le président, et Mouzaoir Abdallah le secrétaire général. Ali Mroudjae, Mohamed Hassanaly et Said Bakar Tourqui en faisaient également partie.